# Night of Dark Shadows
Pour plus de détails, voir Fiche technique et Distribution.
Night of Dark Shadows est un film d'horreur américain réalisé par Dan Curtis en 1971. Il fait suite à une première adaptation pour le cinéma intitulée La Fiancée du vampire (House of Dark Shadows), par le même réalisateur, de la série télévisée quotidienne à succès Dark Shadows.

## Synopsis
Le peintre Quentin Collins et son épouse Tracy s'installent dans le manoir familial de Collingwood sur les conseils de leurs amis et voisins Alex et Claire Jenkins. La propriété qui est gouvernée par l'inquiétante Carlotta Drake et Gerard Stiles, le manutentionnaire recèle de sombres secrets. En effet, au 19e siècle, Angelique Collins avait été pendue pour sorcellerie par le révérend Strack et son mari Gabriel Collins. Quentin à peine arrivé se retrouve possédé par l'esprit de Charles Collins, l'amant d'Angélique et frère de Charles. Il change d'attitude et manque de tuer Tracy. Le fantôme d'Angelique harcèle aussi la jeune femme.

## Fiche technique
- Titre original : Night of Dark Shadows
- Réalisation : Dan Curtis
- Scénario : Sam Hall et Dan Curtis
- Musique : Bob Cobert
- Montage : Charles Goldsmith
- Directeur de la photographie : Richard Shore
- Distribution : Linda Otto
- Création des décors : Trevor Williams
- Création des costumes : Domingo Rodriguez
- Maquillage : Reginald Tackley
- Effets spéciaux : Louis Gerolomi
- Producteur : Dan Curtis
- Producteurs associés : George Goodman et Trevor Williams
- Compagnies de production : Dan Curtis Productions - Metro-Goldwyn-Mayer
- Compagnie de distribution : Metro-Goldwyn-Mayer
- Pays d'origine :  États-Unis
- Langue : Anglais Mono
- Image : Couleurs (Metrocolor)
- Budget : 900 000 dollars[1]
- Aspect ratio : 1.33:1 (Négatif) - 1.85:1 panoramique (Cinéma)
- Durée : 95 minutes (cinéma) - 129 minutes (Director's Cut)
- Pellicule : 35 mm
- Sortie : 3 août 1971  États-Unis

## Distribution
- David Selby : Quentin Collins / Charles Collins
- Grayson Hall : Carlotta Drake
- Kate Jackson : Tracy Collins
- Lara Parker : Angelique Collins
- John Karlen : Alex Jenkins
- Nancy Barrett : Claire Jenkins
- Jim Storm : Gerard Stiles
- Thayer David : Révérend Strack
- Christopher Pennock : Gabriel Collins
- Diana Millay : Laura Collins
- Monica Rich : Sarah Castle
- Clarice Blackburn : Madame Castle

## Commentaire
Le tournage a duré environ deux mois du 29 mars 1971 au 18 mai 1971 à Tarrytown dans l'état de New York.
Jonathan Frid est absent de ce volet radicalement différent puisque le sujet abordé n'est pas le vampirisme mais la sorcellerie et les fantômes. Kate Jackson après avoir joué dans la série Daphne Collins incarne ici un rôle très différent de même que les autres comédiens David Selby, John Karlen, Grayson Hall, Nancy Barrett, Thayer David et Christopher Pennock. Jim Storm est le seul acteur qui reprend le rôle de Gerard Stiles de la série.
Le film ne reprend pas la continuité chronologique de la série et n'a aucun rapport avec le précédent film. Il peut être considéré comme une histoire indépendante. Le seul point commun est le manoir de Collingwood et le personnage de Gerard Stiles présents.
Sur le site IMDB, l'auteur Mark Besten de Louisville dans le Kentucky fait savoir qu'apparemment le film qui disposait d'une durée initiale de 129 minutes aurait subi un remontage de la part du studio afin d'avoir une durée plus courte permettant un plus grand nombre de séances. Il ne serait pas impossible qu'une telle hypothèse soit vraie puisque plusieurs passages du film ont un montage incohérent et la musique s'arrête à plusieurs moments sans que l'on sache pourquoi. Malgré tout, c'est le montage de 95 minutes qui reste à ce jour la version officielle de la Metro-Goldwyn-Mayer, sortie en DVD et Blu-ray aux États-Unis.
Le film a été tourné au format plein écran en 1.33:1 et diffusé en salles au ratio 1.85:1 panoramique en caméra panavision. Il existe donc deux formats pour ce film disponibles (L'un original et l'autre tronqué au haut et au bas de l'image mais rallongé à gauche et à droite de l'écran).
L'échec au box-office du film a décidé l'arrêt d'éventuelles séquelles cinématographiques envisagées par la MGM.